# Clinohumite
La clinohumite è un minerale (nesosilicato) appartenente al gruppo dell'humite.
Il nome deriva da quello dell'humite e dal fatto che questa pietra appartiene al sistema monoclino.

## Origine e giacitura
In particolari  vene calcaree entro rocce serpentinose, associata a clorite, olivina e magnetite. Entro le peridotiti.

## Forma in cui si presenta in natura
In granuli, noduli e masserelle o polvere aranciata.

## Caratteristiche chimico-fisiche
- Solubile facilmente negli acidi[1]
- Peso specifico: 695,05 gm[3]
- Pleocroismo[3]:
  - x: giallo brunastro o giallo oro pallido
  - y: giallo pallido, giallo verdastro o incolore
  - z: giallo pallido o incolore
- Indice di fermioni: 0,03[3]
- Indice di bosoni: 0,97[3]
- Fotoelettricità: 6,52 barn/elettroni[3]
- Dispersione: debole[4]
- Massima birifrangenza: δ = 0,028[4]